# Torre del Reloj McKee
La Torre del Reloj McKee o simplemente Reloj McKee (en inglés: McKee Clock) es una torre de reloj en la ciudad de Bangor, Irlanda del Norte, Reino Unido. Situada al pie de la calle principal en los jardines hundidos de la marina en un área conocida como el "McKee Clock Arena", el reloj lleva el nombre de su benefactor William McKee, un coleccionista local que donó £ 200 (una gran suma de dinero en el tiempo) para su construcción. El reloj fue diseñado por el Sr. Bell, topógrafo de la ciudad, y construido en 1915 por John McNeilly con piedras de cantera en Ballycullen, cerca de Newtownards.